# 沈鐸
沈鐸（1997年6月9日—），江苏溧阳人，中国女子游泳运动员，擅长短距离自由泳。在2014年南京青奥会期间，她获得了6枚金牌，成为该届青奥会上获得金牌最多的运动员。在随后的仁川亚运会上她也表现出色，共斩获4枚金牌。2015年，她在喀山游泳世锦赛上获得了女子4×100米混合泳接力的金牌以及女子4×200米自由泳接力的铜牌。

## 生平
沈铎小时候体弱多病，大约7岁时，父母为了增强她的体质把她送进了少体校培训班学习游泳。当培训班结束时，沈铎喜欢上了游泳，再加上当时的教练也认为她在这方面具有潜力，她开始接受专业训练。2007年，她首次参加江苏省青少年阳光体育运动联赛，获得了100米蝶泳以及200米个人混合泳的第6名。2010年，沈铎代表常州队参加了当年的江苏省运动会，获得了50米自由泳、100米自由泳、400米个人混合泳以及100米仰泳的金牌。省运会后她成为了江苏省游泳队的队员。2012年4月，她参加了在浙江绍兴举办的全国游泳冠军赛，获得了100米自由泳的第四名。
在2013年4月初进行的全国游泳冠军赛中，沈铎获得了女子200米自由泳的第2名，首次收获该项赛事奖牌。同年7月底，沈铎参加了自己游泳生涯里的首届游泳世锦赛，她在自己唯一的参赛项目女子200米自由泳的预赛当中游出了2分0秒82，在所有选手中位列第26，未能晋级半决赛。9月，沈铎在辽宁举办的中华人民共和国第十二届运动会上夺得了女子200米自由泳的银牌。全国运动会闭幕后，她成功入选中国国家游泳队。2013年10月底，沈铎收获了全国游泳锦标赛女子100米及200米自由泳的冠军。之后在2014年5月举行的全国游泳冠军赛上，她再实现突破，力压其他选手夺得了女子100米和200米自由泳的冠军，成为了当时赛场上的一大黑马。
2014年8月，中国南京举办第二届夏季青年奥运会。沈铎在比赛中发挥出色，斩获了多枚金牌，同时刷新了三项世界青年纪录。首先，她携手队友为中国队摘得男女混合4×100米自由泳接力以及女子4×100米混合泳接力的金牌，同时两项均打破世界青年纪录。8月19日，她在100米自由泳决赛中表现突出，游出了53秒84，刷新了这个项目的世界青年纪录，这一成绩也令她在当年的世界排名上升到了第13位。随后她又在200米自由泳比赛当中以1分56秒12的成绩再夺得一枚金牌，同时也刷新了个人的最好成绩。8月21日，她又携同队友在女子4×100米自由泳接力比赛上以3分41秒19的成绩夺得冠军。至此，沈铎成为了该届青奥会上获得金牌最多的运动员。
2014年9月，沈铎参加了在韩国仁川举办的亚洲运动会。在女子4×100米自由泳接力比赛中，她与队友叶诗文、张雨霏和唐奕表现出色，以3分37秒25的成绩为中国队夺得该届亚运会的第一枚游泳接力金牌。而在一天后举行的女子100米自由泳项目上，沈铎击败奥运奖牌得主唐奕，以0.08秒的优势再拿下一枚金牌。9月23日，由郭君君、唐奕、曹玥和沈铎组成的中国队在女子4×200米自由泳接力比赛中为中国再添一金。一天后，沈铎又以1分57秒66的成绩获得了女子200米自由泳的冠军，这枚金牌也是她在该届亚运会上获得的第四枚金牌。2014年12月，沈铎首次参加世界短池游泳锦标赛，在第一天的比赛当中，她与队友邱钰涵、郭君君和曹玥游出了7分37秒02，收获了一枚银牌，而在个人项目上，她并未获得奖牌，其中100米自由泳获得半决赛第12名，而200米自由泳则是以预赛第12名的成绩无缘半决赛。
2015年8月，俄罗斯喀山举办了世界游泳锦标赛，沈铎参加了5项比赛。个人项目方面，她在100米自由泳和200米自由泳上分别位列第8名和第6名，没有获得奖牌。接力项目方面，她参加3项比赛，其中有2项获得奖牌。首先在女子4×100米自由泳接力项目上，由朱梦惠、唐雨婷、方艺和沈铎组成的中国队在决赛中以3分37秒64排名第7。四天之后，她与队友邱钰涵、郭君君和张雨霏在女子4×200米自由泳接力上游出了7分49秒10的成绩，摘得一枚铜牌。在比赛的最后一天，沈铎又携手她的队友傅园慧、史婧琳和陆滢在女子4×100米混合泳接力比赛中以3分54秒41的成绩为中国游泳队夺得了该届游泳世锦赛的最后一面金牌。
2016年8月，沈铎代表中国出战巴西里约热内卢举行的奥林匹克运动会游泳比赛女子100米自由泳、女子200米自由泳、女子4×100米自由泳接力、女子4×200米自由泳接力以及女子4×100米混合泳接力等项目。其中女子100米自由泳虽然获得预赛第15名，但她为了备战接力比赛，决定放弃半决赛资格，200米自由泳获得第5名，女子4×100米自由泳接力获得预赛第9名，女子4×200米自由泳接力获得第四名，无缘奖牌，而女子4×100米混合泳接力方面，沈铎只参加预赛，她和队友以第六的成绩为中国争取到决赛席位，最终中国队在决赛中仅获得第四名，沈铎也再次与奥运奖牌失之交臂。
里约奥运后，沈铎的竞争力大幅下降，加之同项目国内竞争对手增加，2017年世锦赛仅入选接力阵容，最终凭借队友在决赛中的表现获得女子4×200米自由泳接力的银牌。2018年8月，沈铎同样以接力预赛选手的身份参加雅加达亚洲运动会，最终收获女子4×200米自由泳接力金牌。然而她在后来被指在该届亚运期间的一次训练中和一名韩国选手发生冲突，韩方称该选手在和沈铎发生身体接触后被沈铎殴打，事后，中国队方面数次向韩国队道歉，但韩国队拒绝接受，并将此事上报至亚洲奥林匹克理事会，最终事件在亚奥理事会及亚洲游泳联合会的调解下，以韩国队接受中国队的道歉而告一段落。